# Табачные фабрики Ростова-на-Дону
Табачные фабрики Ростова-на-Дону — фабрики табачной промышленности в Ростове-на-Дону. Часть зданий фабрик, построенные в XIX веке являются памятниками архитектуры регионального значения. В разное время в них находились гостиницы, администрации предприятий, центр современного искусства и др.

## История
Производство табачных изделий возникло в Ростове-на-Дону в XIX веке. Основателями трех крупных табачных фабрик были купцы Владимир Иванович Асмолов и Гавриил Ильич Шушпанов, Яков Семенович Кушнарев, Иван и Акиллен Асланиди.

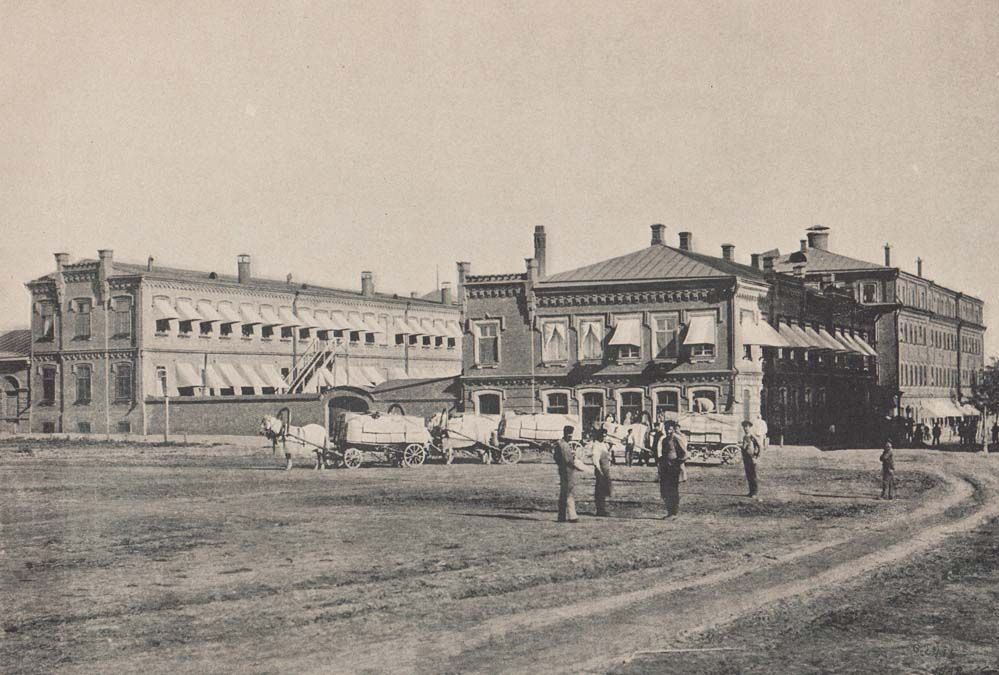
Табачная фабрика Асмолова

Табачная фабрика «Торговый дом Асмолов и К» начала свою работу в середине XIX века. Основана она была купцом Василием Ивановичем Асмоловым в 1857 году. В. И. Асмолов и знаток табачного производства купец Г. И. Шушпанов вывели фабрику за малый срок на достойный уровень. Благодаря хорошему качеству и невысокой цене, продукция фабрики пользовалась спросом по всей России от Прибалтийских губерний и до Сибири. Фабрика была отмечена императором и стала «Поставщиком двора Его Императорского Величества». Она звоевывала серебряные и золотые медали на отечественных и международных выставках. В 1881 году после смерти В. И. Асмолова, владельцем фабрики стал его брат Владимир. В 1913 году фабрика Асмолова объединилась в трест, а управление хозяева перенесли в Лондон. В годы советской власти табачное производство было названо Донской государственной табачной фабрикой (ДГТФ). Ростовская фабрика работала и во время Великой Отечественной войны. В 1992 году фабрику акционировали в акционерное общество открытого типа «Донской табак».

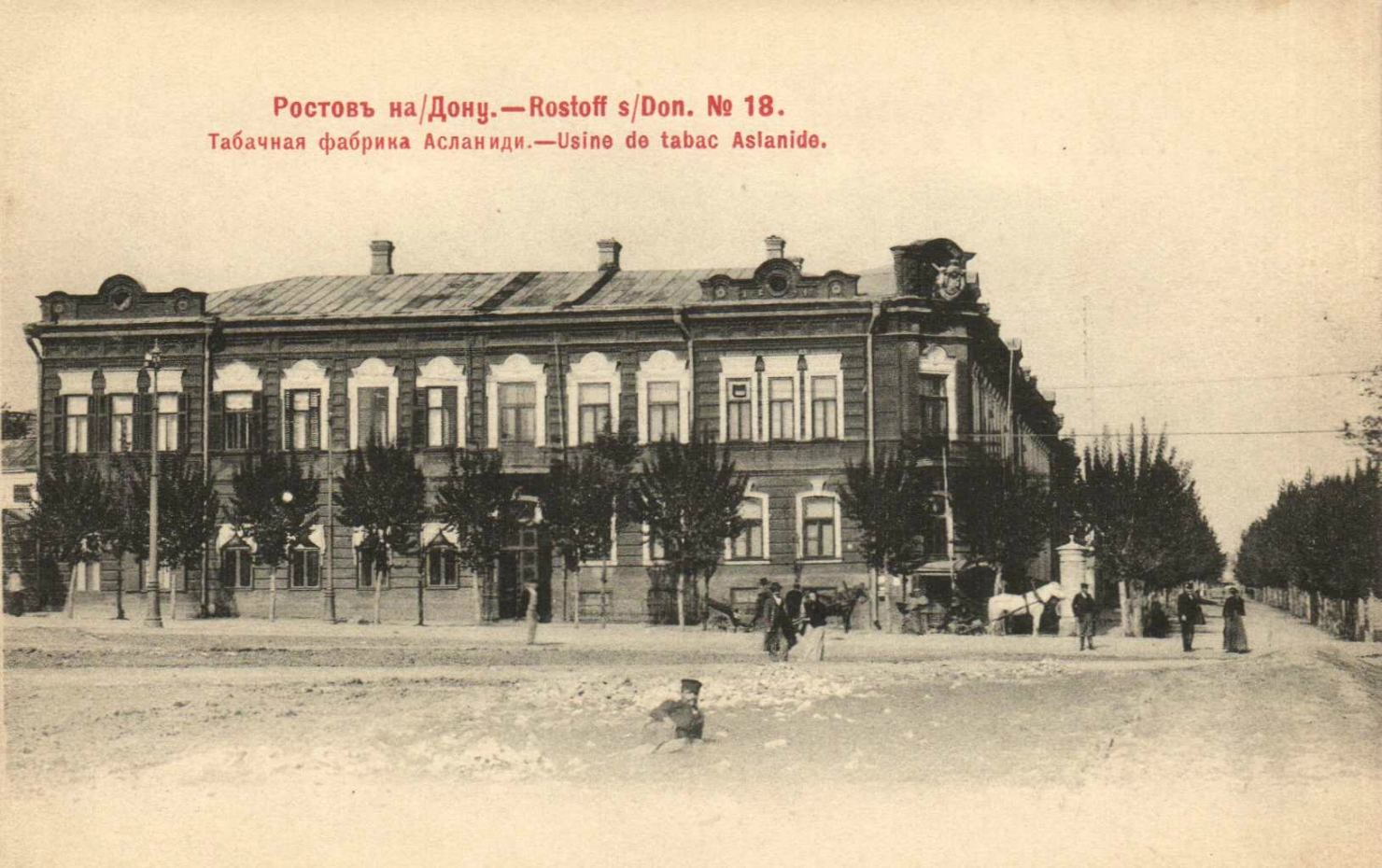
Табачная фабрика Асланиди

В 1874 году братьями Иваном Христофоровичем и Ахиллесом Христофоровичем Асланиди была основана табачная фабрика. Она занимала здание на пересечении Скобелевской улицы и Таганрогского проспекта (ныне улицы Красноармейской и Будённовского проспекта). В 1913 году фабрика братьев Асланиди была приобретена акционерным обществом «В. И. Асмолов и К°»[3]. В 1920 году в здании бывшей табачной фабрики работала клиника глазных болезней. В начале 1950-х годов здание было отремонтировано и передано городской больнице. В 1962 году на здании установили мемориальную доску с текстом: «В этом доме с 1920 по 1952 г. жил и работал выдающийся ученый-офтальмолог, профессор К. X. Орлов».
Постановлением Главы Администрации Ростовской области № 411 от 9 октября 1998 года здание табачной фабрики братьев Асланиди было взято под государственную охрану и признано объектом культурного наследия регионального значения. Двухэтажное кирпичное здание фабрики Асланиди имело П-образную конфигурацию. Его фасады выходят на Красноармейскую улицу и Будённовский проспект. Архитектурный облик здания определяют расположенные по бокам раскреповки. Первый этаж был отделан рустом, оконные проёмы первого этажа были декорированы наличниками и замковыми камнями. Окна на втором этаже оформлены наличниками и декоративными сандриками. На балконах второго этажа были установлены решетки. В здании была коридорная система помещений с двусторонним размещением комнат.

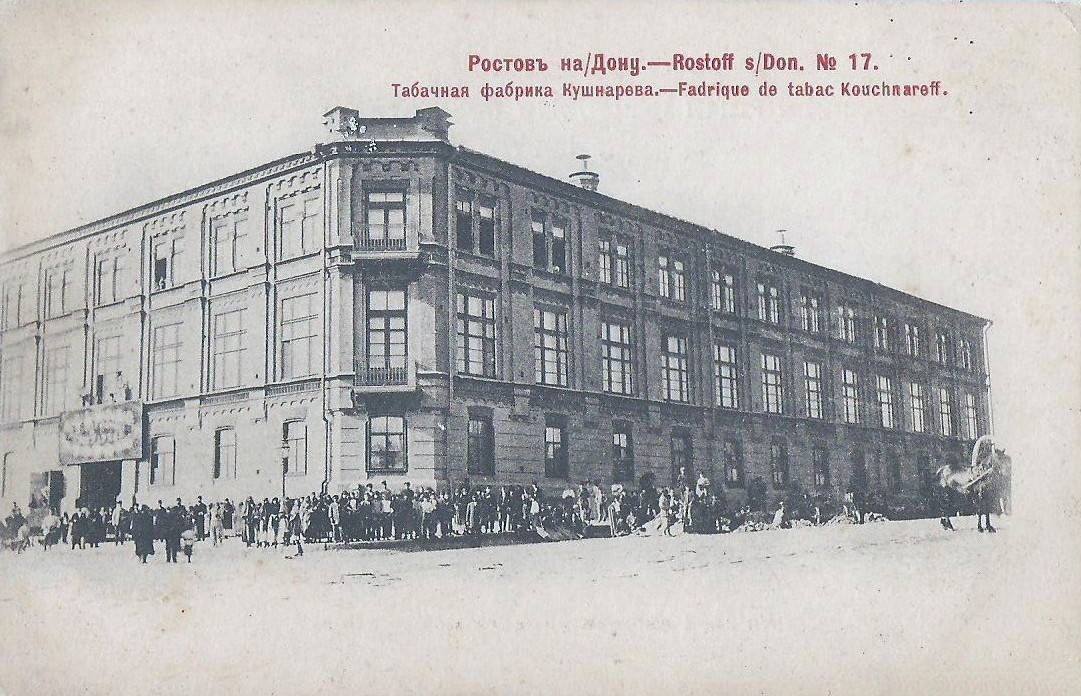
Табачная фабрика Кушнарёва

В 1853 году купец Кушнарёв основал в Ростове табачную мастерскую, после его смерти в 1862 году мастерская отошла его сыну, Якову Семёновичу Кушнарёву. К тому времени на ней работал один крошильщик и двое подсобных рабочих. Спустя три десятка лет Яков Семёнович построил для фабрики трёхэтажное фабричное здание на углу Таганрогского проспекта (Будённовский) и Пушкинской улицы. На новой фабрике работало около полутора тысяч человек. Кушнарёвские табаки и папиросы продавались в собственных магазинах купца. Магазины были открыты в Петербурге, Москве, Баку и Одессе, отправлялись в Китай, Маньчжурию, Японию, Сиам. Купец первой гильдии Кушнарев был поставщиком Великого Князя Владимира Александровича, почётным академиком Парижской национальной академии.
В 1899 году Кушнарёв создал Товарищество на паях именуемым «Товарищество Я. С. Кушнарёва». Основной капитал товарищества составлял 1,5 млн рублей, на нем работало 1400 человек. Листовой табак для фабрики получали из Турции, Крыма, Бессарабии, Кавказа. Яков Семёнович Кушнарёв был попечителем приходской школы при Успенской церкви, инициатором создания Пушкинского бульвара на участке от Почтового (Островского) переулка до Таганрогского (Будённовского) проспекта. Этот участок был им благоустроен на собственные средства. Он основывал школы, проводил благотворительную деятельность.
В 1870 году товарищество приступило к постройке нового, каменного здания в три этажа. Через некоторое время это здание стало тесным для производства, поэтому в 1881 году было начато строительство большого капитального здания по проекту ростовского городского архитектора В. И. Якунина. Год спустя, в 1882 году здание было построено. Ныне здание находится на Буденновском проспекте, д. 43/53.

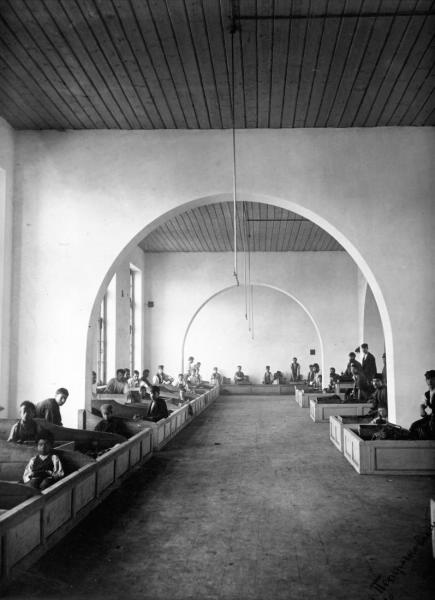
Табачная фабрика Кушнарева. Ручная крошка табака.
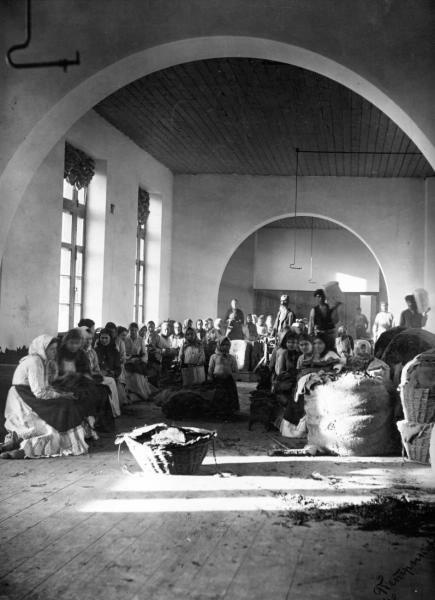
Табачная фабрика Кушнарева. Сортировка табака
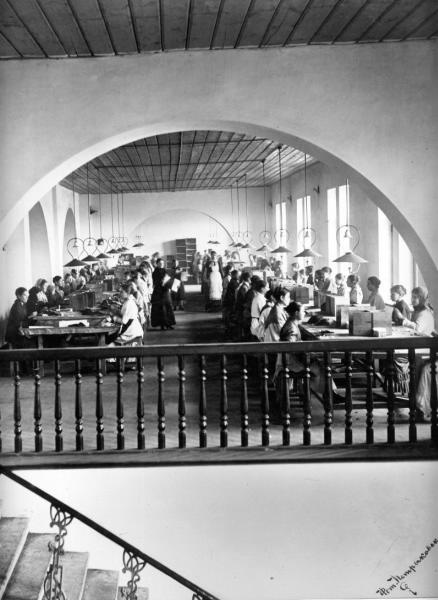
Табачная фабрика Кушнарева. Набивка папирос.
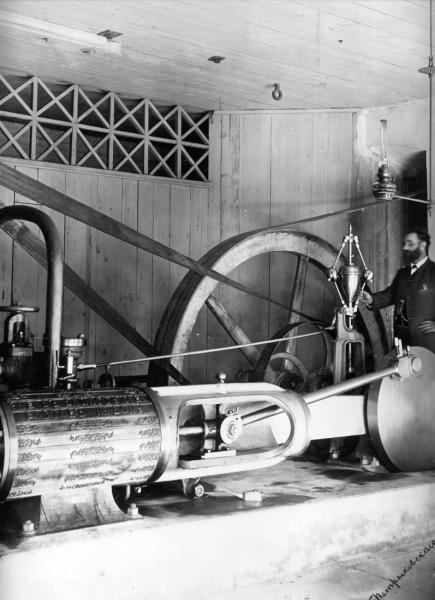
Табачная фабрика Кушнарева. Паровой двигатель.

В построенном трехэтажном здании фабрики работало до тысячи человек. На первом этаже производилась машинная крошка табаку, а во втором —  ручная крошка. На все этажи здания от роскошного вестибюля вела главная входная каменная в два марша широкая лестница и отдельно, вторая в один марш.

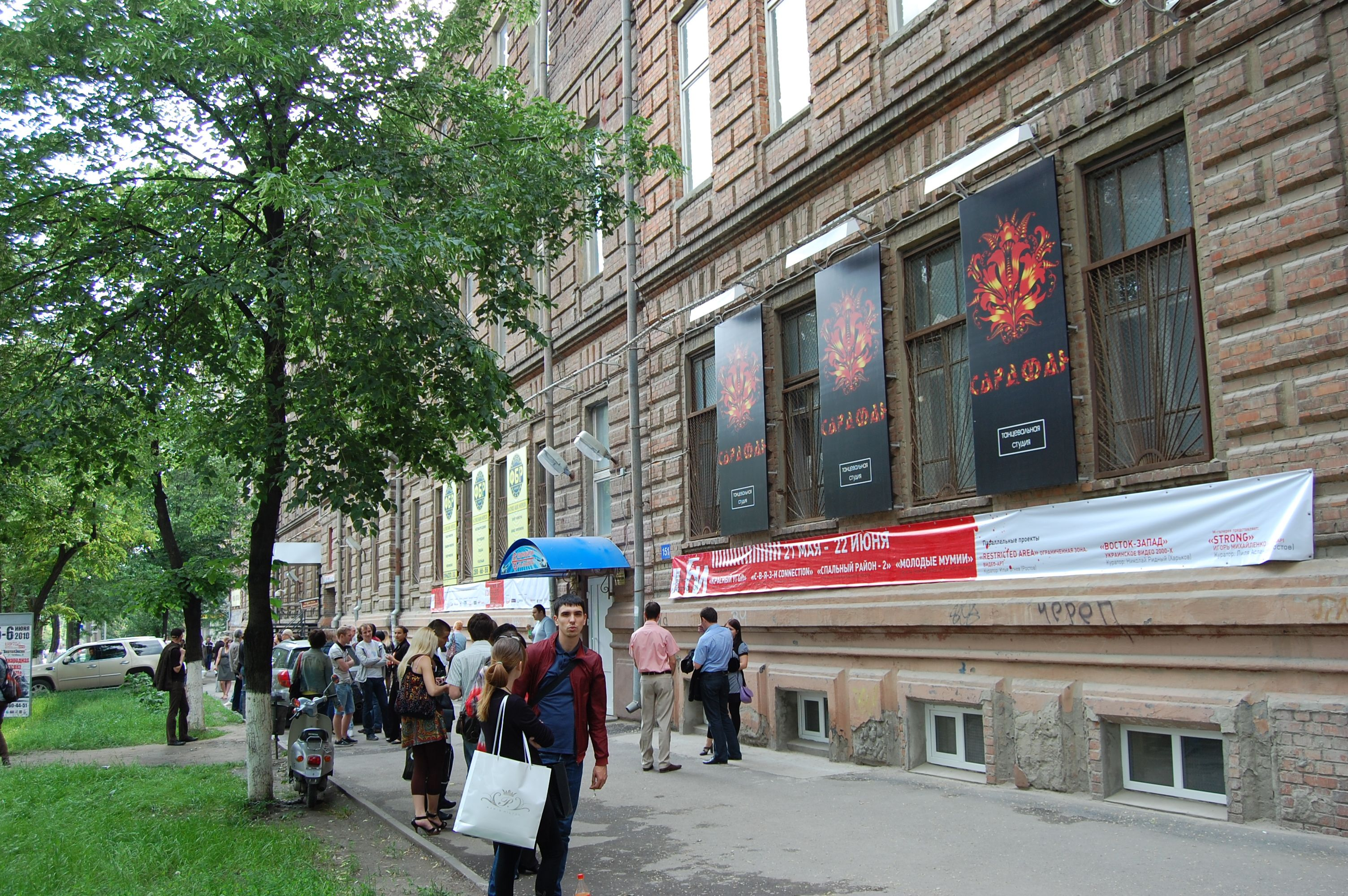
Центр современного искусства «Табачная фабрика»

Фабрика освещалась газом, отопление в ней пневматическое с зимней вытяжная вентиляцией. Внутри двора находилось машинное отделение с паровым двигателем в тридцать лошадиных сил, приводящим в движение механические крошильные станки.
Фабрики Асмолова и Кушнарева включали в себя 58 предприятий, на которых держалось 60 % производства всей донской промышленности. В 1914—1915 году здание было перестроено в архитектурном стиле «ампир» по проекту армянского архитектора Арутюна Христофоровича Закиева. После перестройки в здании была гостиница Палас-отель. К настоящему времени здание было вновь перестроено, к нему надстроены два этажа. Ныне в здании находится Федеральное государственное казенное учреждение «Южное региональное управление правового обеспечения» Министерства обороны Российской Федерации.
В настоящее время на территории старых «асмоловских» цехов ОАО «Донской табак» в самом центре города, на улице Красноармейская, дом 170 создан центр современного искусства ЦСИ «Табачная фабрика». Центр искусства был открыт в 2010 году.
См. также: Здание табачной фабрики братьев Асланиди, Палас-отель (Ростов-на-Дону), Табачная фабрика